# Melinda brachyphalla
Melinda brachyphalla är en tvåvingeart som beskrevs av Feng, Chen och Fan 1992. Melinda brachyphalla ingår i släktet Melinda och familjen spyflugor.
Artens utbredningsområde är Sichuan (Kina). Inga underarter finns listade i Catalogue of Life.